# Joey’s Jungle
Joey’s Jungle (* 22. März 1995; bürgerlich Josef Buchholz) ist ein deutscher Webvideoproduzent, Influencer und Podcaster. 
Am 2. Januar 2022 gab er in einem Video das „Ende“ seiner YouTube-Karriere bekannt.

## Leben
Josef Buchholz (Joey) wuchs in Thüringen auf dem Land auf und lebt derzeit in Köln. Er studierte Mediendesign. Seine Schwester Emely Buchholz ist gelegentlich in seinen Videos zu sehen. In einem Video am 7. Februar 2021 verkündete Joey seine Beziehung, wobei sein Partner stets mit dem Alias „Wolfgang“ bezeichnet wird und seine tatsächliche Identität weitgehend privat gehalten wird. Wolfgang und Joey wohnen in einer gemeinsamen Wohnung am Rande Kölns.
Für den Film Angry Birds 2 – Der Film synchronisierte er die Rolle des Jerry Adler, außerdem trat er in einer Episode der von Marti Fischer präsentierten Serie Leider lustig auf.

## Medialer Auftritt

### YouTube
Joey's Jungle
Obwohl Josef Buchholz seinen YouTube-Kanal bereits am 7. September 2008 erstellte, lud er das erste derzeit noch abrufbare Video erst am 28. Mai 2013 hoch. Mittlerweile (Stand Februar 2025) hat er mehr als 2 Millionen Abonnenten und über 900 Millionen Aufrufe.
Die anfänglich online gestellten Skateboard-Tutorials sind mittlerweile nicht mehr öffentlich abrufbar, da der Schwerpunkt des Kanals sich über die Jahre auf Comedy verlagert hatte. In den veröffentlichten Videos, die Formate wie Bloopers, „Frag Josef“ und „Trau Dich Joey“ umfassen, treten neben Buchholz selbst, seine Schwester und andere YouTuber, wie Julia Beautx oder Rezo, auf.
Anfang 2021 outete Buchholz sich in Form eines Videos als schwul.
Anfang 2022 verkündete Buchholz die vorläufige Einstellung seines Kanals. Diese Entscheidung revidierte und erklärte er mit einem weiteren YouTube-Video im Juli 2022. Er hatte Migräne und Nervenzusammenbrüche, die laut eigener Aussage aus Erwartungsdruck, der schließlich zu einem Burn-Out führte, resultierten. Seine Rückkehr begründete er mit dem Wunsch, weiter Videos zu produzieren, da ihm das „unglaublich Spaß“ gemacht habe. Auch gegenüber dem NDR erklärte er Ende November 2023 in der Sendung Deep und Deutlich seinen Rückzug und das Comeback, wobei er auch das eigene Glück thematisierte.
Joey’s Jungle Plants
Auf seinem am 26. August 2016 erstellten Zweitkanal „Joey’s Jungle Plants“ setzte sich Buchholz seit September 2021 mit der Pflege von Pflanzen auseinander. Der Kanal hat Stand Oktober 2024 über 3 Millionen Aufrufe und über 100.000 Abonnenten. Seit dem 23. Dezember 2021 wurde kein weiteres Video hochgeladen.

### TikTok
Auf seinem TikTok-Account, auf dem am 6. Februar 2020 das erste Video veröffentlicht wurde, hat er Stand Oktober 2024 über 900.000 Follower.

### Instagram
Der erste Post von Buchholz auf Instagram stammt vom 31. März 2013. Auf dem sozialen Netzwerk hat er Stand Oktober 2024 über eine Million Follower.

### Podcast
Seit dem 1. Juli 2022 erscheint jeden Freitag eine neue Folge „Die Nervigen“ mit der Influencerin und Schauspielerin Julia Beautx. Der Podcast, in dem es um unterhaltende Gesellschaftsthemen geht, ist in den deutschsprachigen Charts von Spotify regelmäßig vertreten, häufig unter den Top-15. Die Zuhörenden werden dabei von den beiden Podcast-Hosts „die Nervigen“ genannt. 

### Julia vs. Joey
Im Jahr 2024 erschien in Kooperation mit Funk ein neues Challenge-Format mit Julia Beautx, wobei jede Folge an einem anderen Ort in Europa gedreht wurde. Die Folgen erschienen jeden Freitag, wobei das Finale am 3. Mai 2024 live aus Düsseldorf übertragen wurde. In der Übertragung konnte Josef Buchholz das Format für sich entscheiden.